# Oberes Sengbachtal
Das Naturschutzgebiet Oberes Sengbachtal befindet sich auf dem Gebiet der kreisfreien Stadt Solingen in Nordrhein-Westfalen. Das geschützte Gebiet umfasst die Bachtäler des Sengbaches, des Unterwinkelhausener Baches, des Ellinghausener Baches und des Brucher Baches, sowie die ihnen zufließenden kleineren Nebenbäche. Es erstreckt sich entlang des Sengbaches südöstlich der Kernstadt Solingen und südlich der Hofschaft Angerscheid, die zum Solinger Stadtteil Burg an der Wupper gehört. Am südöstlichen Rand des Gebietes verläuft die A 1, nordwestlich grenzt die Sengbachtalsperre an das Gebiet, nordwestlich fließt auch die Wupper. Nordöstlich – im Rheinisch-Bergischen Kreis – erstreckt sich das 27,17 ha große Naturschutzgebiet Sengbachtal.

## Bedeutung
Das 119,22 ha große Gebiet ist seit 2005 unter der Kennung SG-007 als Naturschutzgebiet ausgewiesen.
Schutzziele sind
- die Erhaltung und Entwicklung einer naturnahen Mittelgebirgs-Bachaue mit Erlen-Auenwald, Feuchtgrünland und naturnahen Fließgewässern,
- die Entwicklung naturnaher Hangwälder (Buchenwälder), Erhaltung und Entwicklung naturnaher Quellbäche,
- die Erhaltung der Biotope seltener und gefährdeter Tier- und Pflanzenarten, insbesondere der Moose.

Der Schutz folgender Tierarten soll im Naturschutzgebiet Oberes Sengbachtal besonders angestrebt werden:
Bachforelle (Salmo trutta fario), Blauflügel-Prachtlibelle (Calopteryx virgo), Dunkers Quellschnecke (Bythinella dunkeri), Feuersalamander (Salamandra salamandra), Gelbwürfeliger Dickkopffalter (Carterocephalus palaemon), Grasfrosch (Rana temporaria), Ringelnatter (Natrix natrix), Geburtshelferkröte (Alytes obstetricans), Groppe (Cottus gobio) und Mädesüß-Perlmutterfalter (Brenthis ino). Bei den Vogelarten sind Wasseramsel, Eisvogel und Gebirgsstelze als Brutvögel im Naturschutzgebiet besonders hervorzuheben. Die vollständige Liste ist dem Landschaftsplan zu entnehmen.

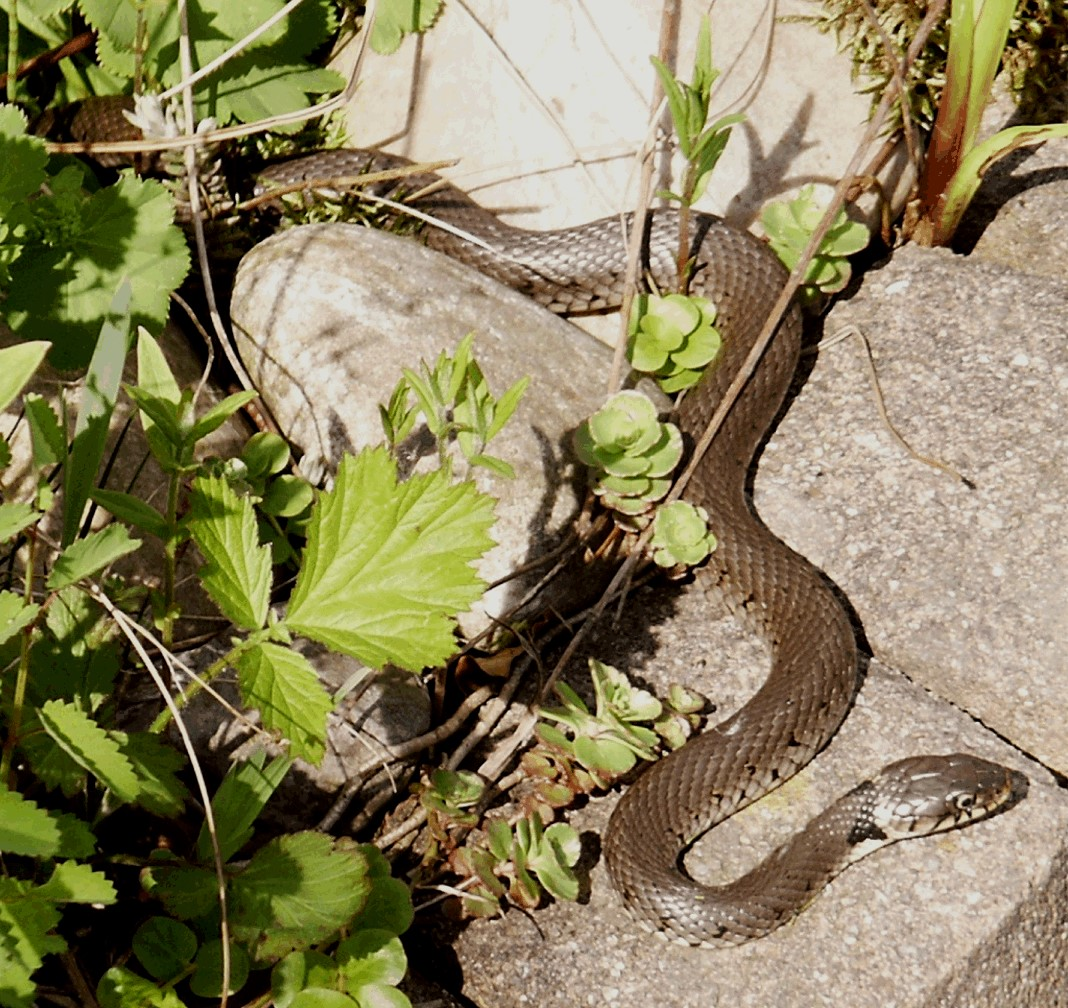
Ringelnatter (Natrix natrix)
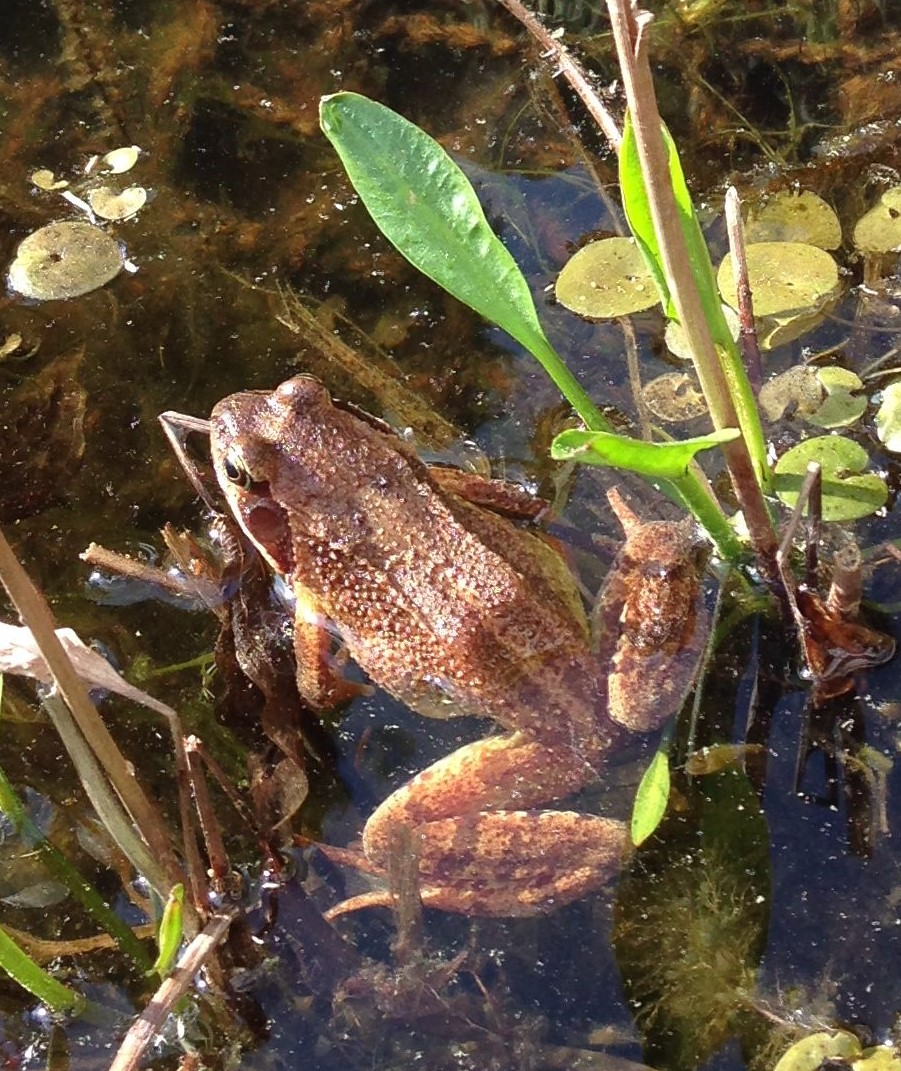
Grasfrosch (Rana temporaria)
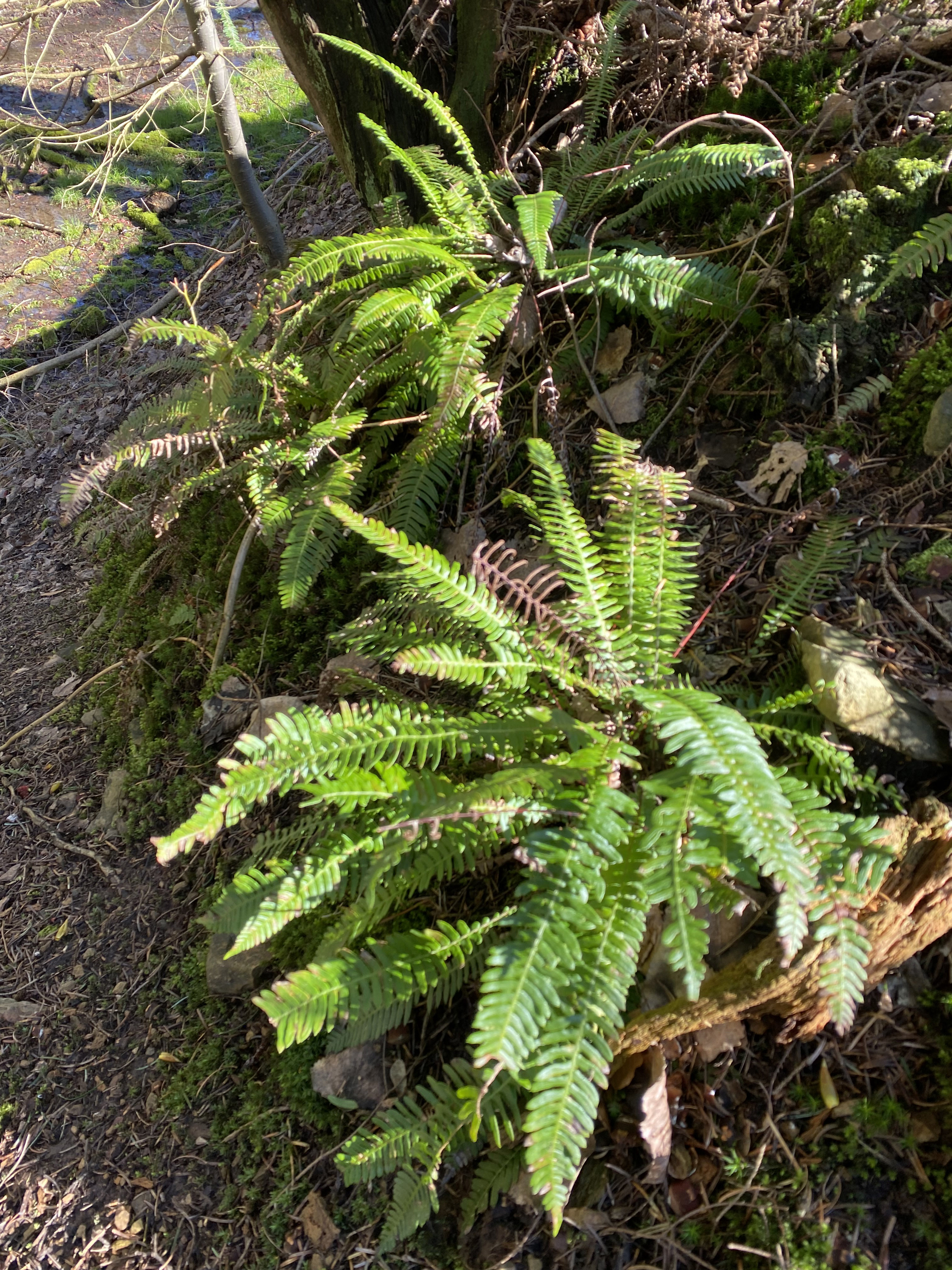
Rippenfarn (Blechnum spicant) am Sengbach
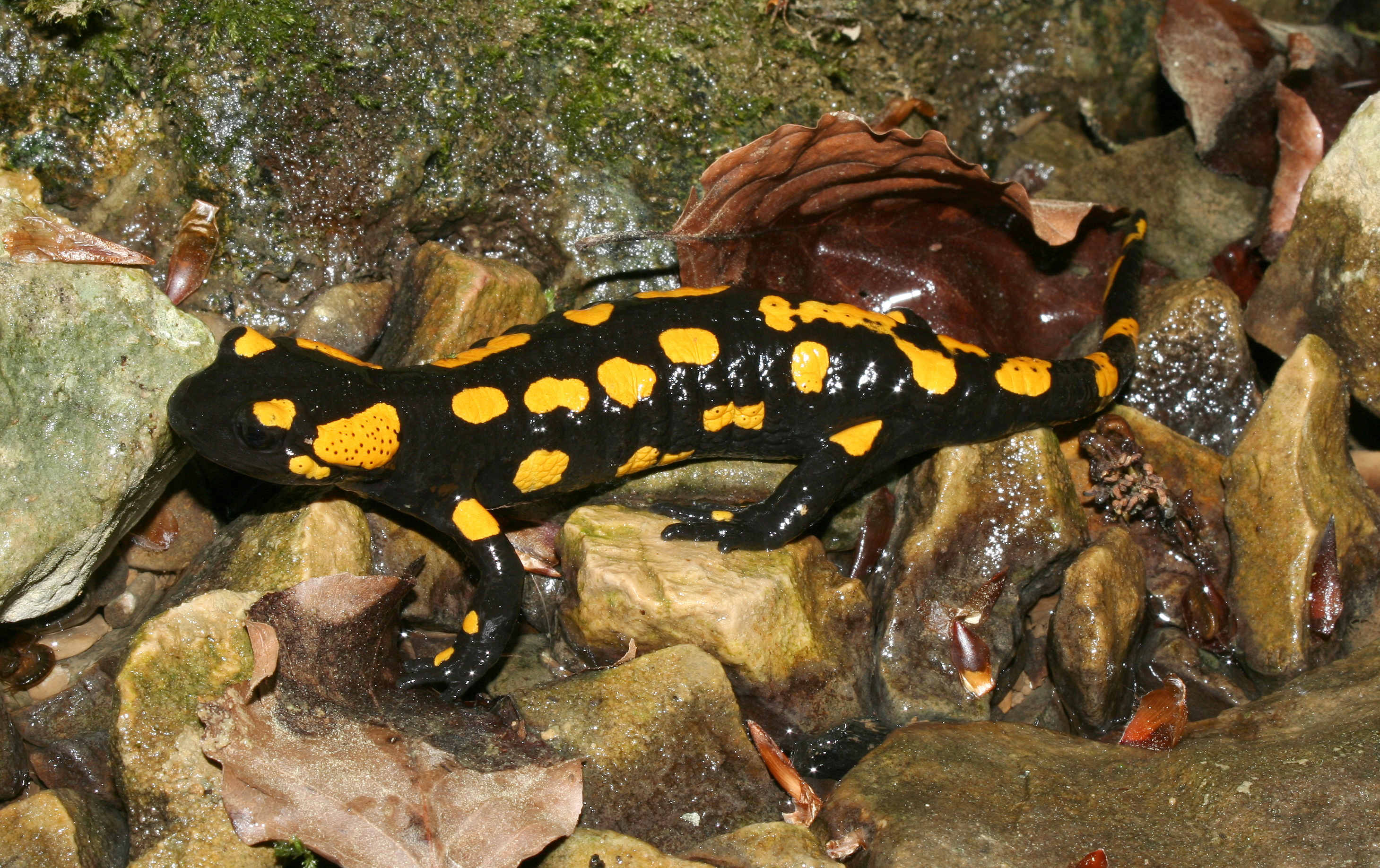
Feuersalamander (Salamandra salamandra)
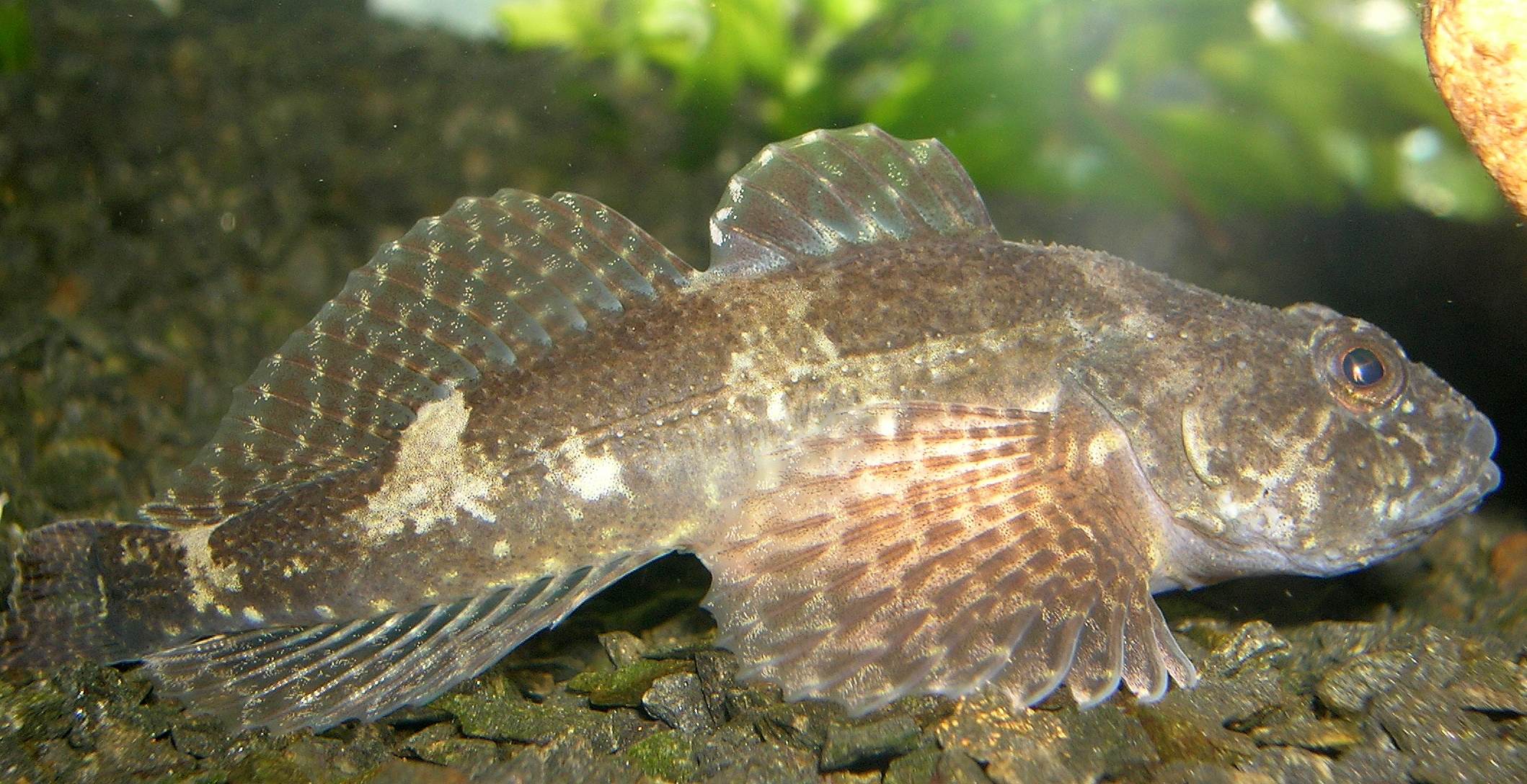
Groppe (Cottus gobio)
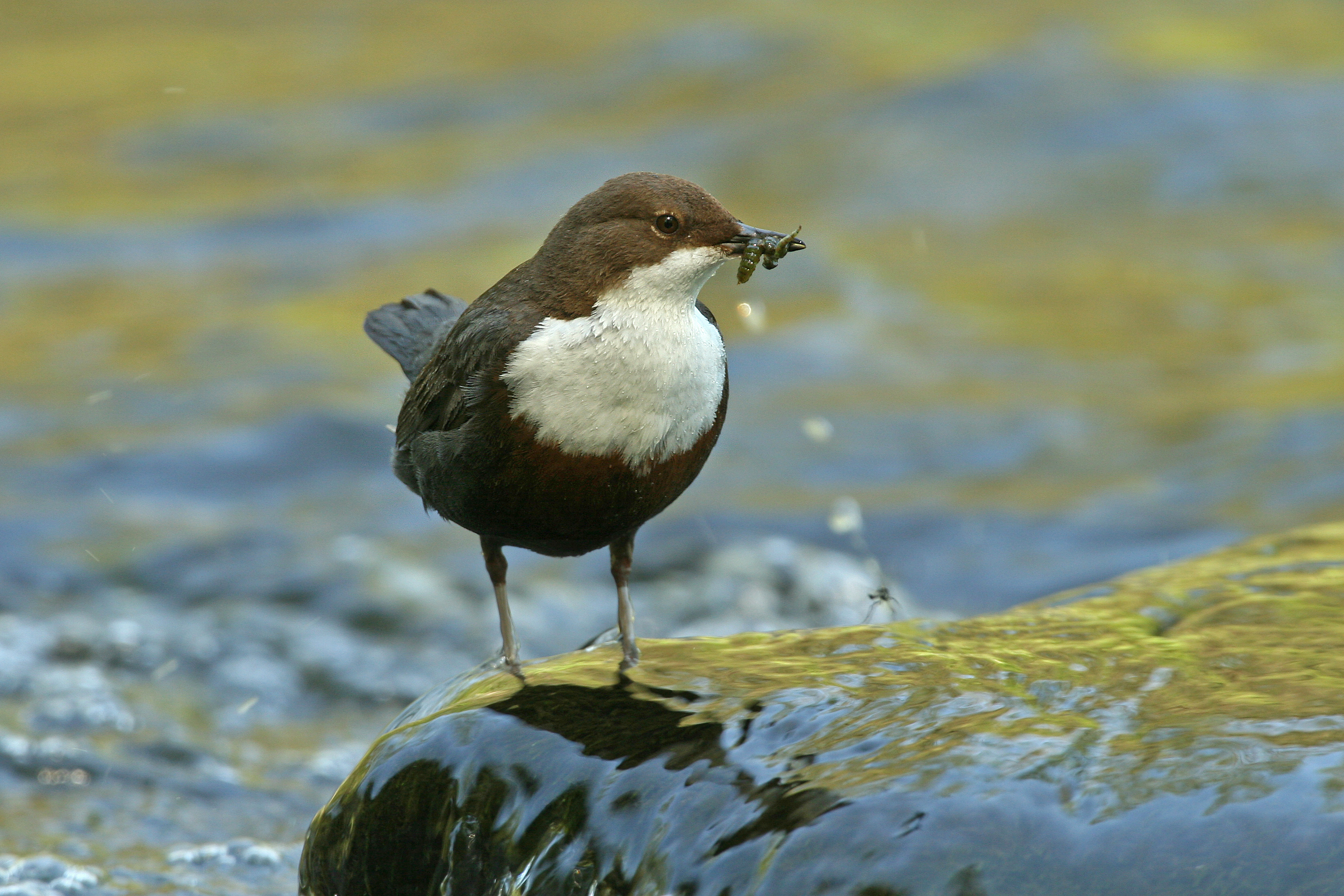
Wasseramsel (Cinclus cinclus)
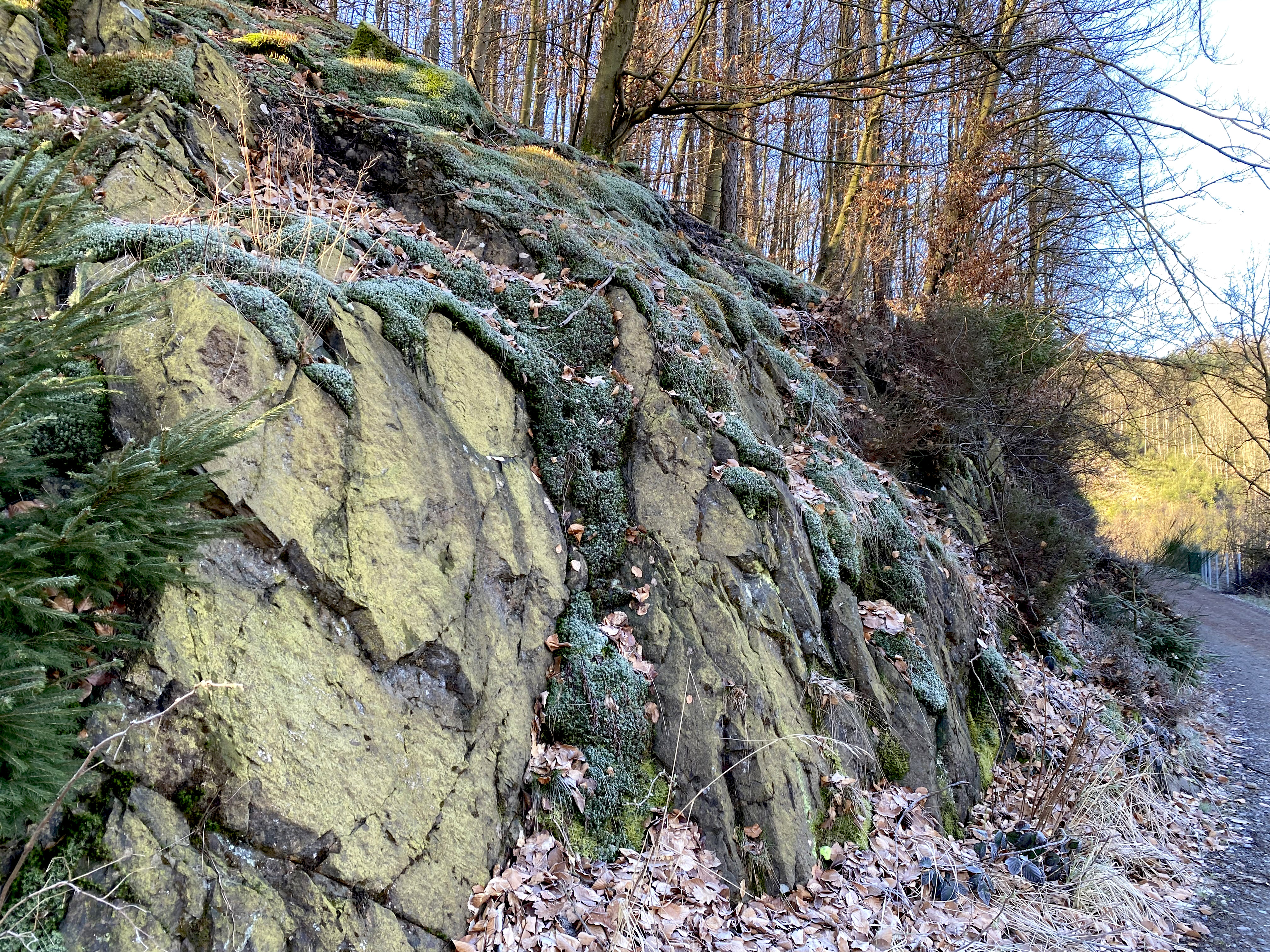
Bemooste Felsen an der Sengbach-Vorsperre
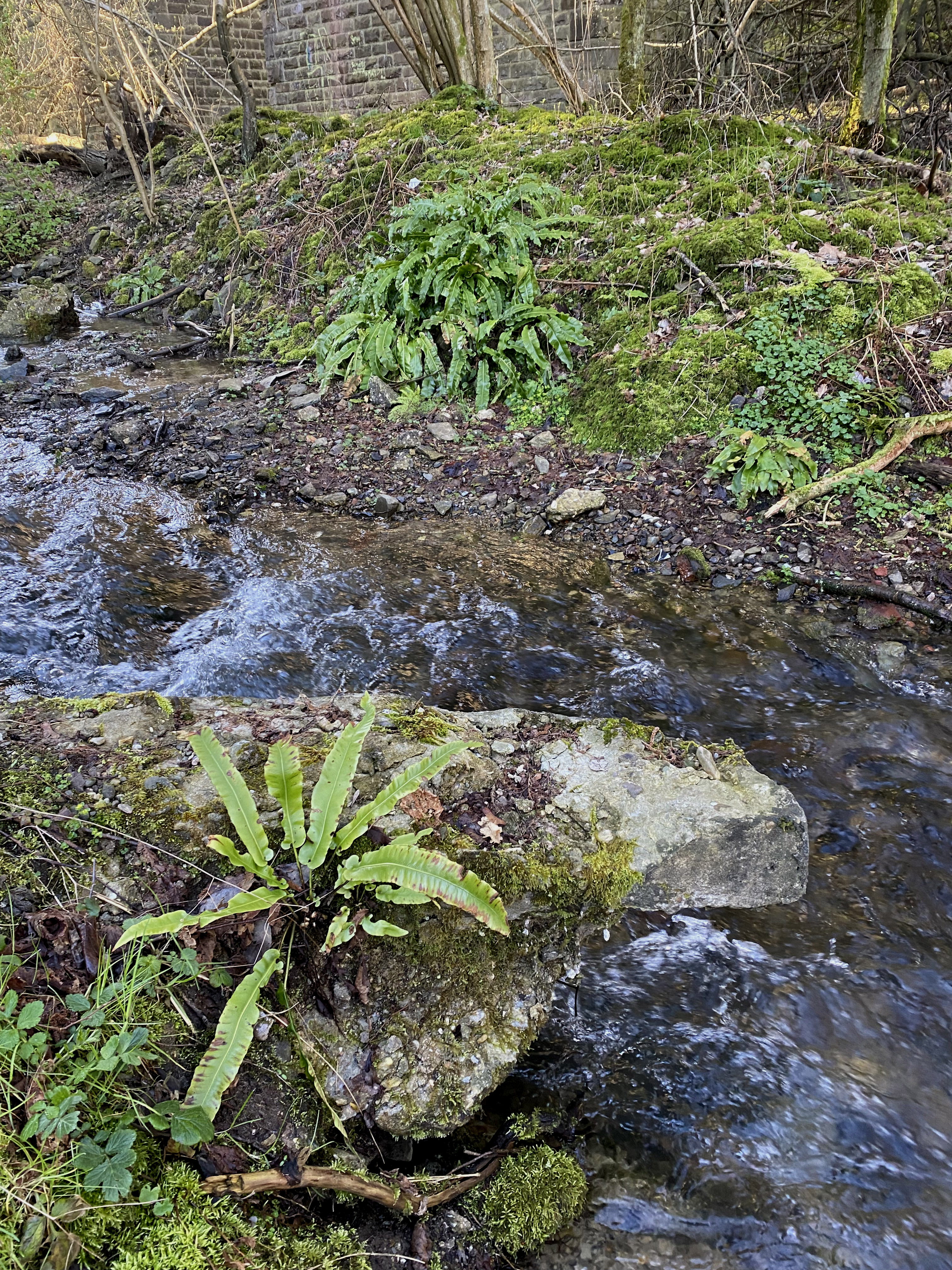
Hirschzungenfarn (Asplenium scolopendrium) am Brucher Bach